# شبکه نیم
شبکه نیم یک برنامه طنز عروسکی با نگاه انتقادی به مسائل و مشکلات اجتماعی و سیاسی ایران است. در این برنامه از کاراکتر عروسکی شخصیت‌های دولتی ایران استفاده شده‌است. در هر قسمت از این برنامه موضوعات مهم روز در زمینه‌های متفاوت اجتماعی و سیاسی با زبانی طنز مورد انتقاد قرار می‌گیرد.
پخش این برنامه از خرداد ۱۳۹۲ آغاز شده و تا به حال هشت فصل از آن پخش شده که هر فصل شامل ۱۰، ۱۷، ۱۳، ۱۵، ۱۵، ۸، ۱۳ و ۱۲ قسمت بود. این برنامه از تولیدات شبکه من و تو است.

## عروسک‌ها
| نام                  | سمت                                                                         |
| -------------------- | --------------------------------------------------------------------------- |
| سید علی خامنه‌ای      | رهبر جمهوری اسلامی ایران                                                    |
| سید ابراهیم رئیسی    | هشتمین رئیس‌جمهور ایران                                                      |
| محمدباقر قالیباف     | رئیس مجلس شورای اسلامی و شهردار پیشین تهران                                 |
| غلامحسین محسنی اژه‌ای | رئیس قوه قضائیه                                                             |
| صادق لاریجانی        | رئیس مجمع تشخیص مصلحت نظام                                                  |
|                      | دبیر شورای نگهبان و رئیس مجلس خبرگان رهبری                                  |
| اسحاق جهانگیری       | معاون اول هفتمین رئیس‌جمهور ایران                                            |
| احمد جنتی            | رئیس ستاد کل نیروهای مسلح                                                   |
| محمدحسین باقری       | فرمانده کل سپاه پاسداران انقلاب اسلامی                                      |
| حسین سلامی           | جانشین فرمانده کل سپاه پاسداران انقلاب اسلامی                               |
|                      | دبیر شورای عالی هماهنگی اقتصادی سران قوا و دبیر پیشین مجمع تشخیص مصلحت نظام |
|                      | فرمانده کل پیشین نیروی انتظامی                                              |
|                      |                                                                             |
|                      |                                                                             |
|                      |                                                                             |
|                      |                                                                             |
|                      |                                                                             |
|                      |                                                                             |
|                      |                                                                             |
|                      |                                                                             |
|                      |                                                                             |
|                      |                                                                             |

- سید علی خامنه‌ای (رهبر جمهوری اسلامی ایران)
- سید ابراهیم رئیسی (هشتمین رئیس‌جمهور ایران)
- محمدباقر قالیباف (رئیس مجلس شورای اسلامی و شهردار پیشین تهران)
- غلامحسین محسنی اژه‌ای (رئیس قوه قضائیه)
- صادق لاریجانی (رئیس مجمع تشخیص مصلحت نظام)
- احمد جنتی (دبیر شورای نگهبان و رئیس مجلس خبرگان رهبری)
- اسحاق جهانگیری (معاون اول پیشین رئیس‌جمهور ایران)
- محمدحسین باقری (رئیس ستاد کل نیروهای مسلح)
- حسین سلامی (فرمانده کل سپاه پاسداران انقلاب اسلامی)
- علی فدوی (جانشین فرمانده کل سپاه پاسداران انقلاب اسلامی)
- محسن رضایی (دبیر شورای عالی هماهنگی اقتصادی سران قوا و دبیر پیشین مجمع تشخیص مصلحت نظام)
- حسین اشتری (فرمانده کل پیشین انتظامی)
- حسن روحانی (رئیس‌جمهور پیشین ایران)
- سید احمد علم‌الهدی (امام جمعه مشهد)
- محمدعلی موحدی کرمانی (امام جمعه موقت تهران)
- سید احمد خاتمی (امام جمعه موقت تهران)
- محمدجواد ظریف (وزیر پیشین امور خارجه)
- محمدجواد آذری جهرمی (وزیر پیشین ارتباطات و فناوری اطلاعات)
- علی ربیعی (سخنگوی دولت دوازدهم)
- ناصر مکارم شیرازی (مرجع تقلید شیعه)
- محمدتقی مصباح یزدی (نماینده پیشین مجلس خبرگان رهبری)
- محمدرضا عارف (نماینده پیشین مجلس شورای اسلامی)
- علی مطهری (نماینده پیشین مجلس شورای اسلامی)
- علی لاریجانی (رئیس پیشین مجلس شورای اسلامی و عضو کنونی مجمع تشخیص مصلحت نظام)
- محمود احمدی‌نژاد (رئیس‌جمهور پیشین ایران و عضو کنونی مجمع تشخیص مصلحت نظام)
- سید محمد خاتمی (رئیس‌جمهور پیشین ایران)
- اکبر هاشمی رفسنجانی (رئیس‌جمهور پیشین ایران)
- محمدعلی جعفری (فرمانده کل پیشین سپاه پاسداران انقلاب اسلامی)
- محمدرضا نقدی (فرمانده پیشین سازمان بسیج مستضعفین و معاون کنونی هماهنگ‌کننده سپاه پاسداران انقلاب اسلامی)
- حسین شریعتمداری (روزنامه‌نگار و مدیر مسئول روزنامه کیهان)
- غلامعلی حداد عادل (رئیس پیشین مجلس شورای اسلامی و رئیس کنونی فرهنگستان زبان و ادب فارسی)
- محمدرضا رحیمی (معاون اول پیشین رئیس‌جمهور ایران)
- اسفندیار رحیم مشایی (مشاور پیشین رئیس‌جمهور ایران)
- عباس جعفری دولت‌آبادی (دادستان پیشین تهران)
- محمدرضا نعمت‌زاده (وزیر پیشین صنعت، معدن و تجارت)
- مصطفی پورمحمدی (وزیر پیشین دادگستری)
- علی جنتی (وزیر پیشین فرهنگ و ارشاد اسلامی)
- احمدرضا رادان (فرمانده کل انتظامی و جانشین پیشین نیروی انتظامی)
- سید حسن فیروزآبادی (رئیس پیشین ستاد کل نیروهای مسلح)
- محمدعلی نجفی (شهردار پیشین تهران)
- رضا رشیدپور (مجری پیشین صدا و سیما)

## عروسک خامنه‌ای
با اینکه سید علی خامنه‌ای رهبر و عالی‌ترین مقام کشوری و لشکری در ایران است اما در ۷ فصل اول شبکه نیم عروسک وی به‌طور رسمی در این برنامه حضور نداشت و این انتقاد جدی بینندگان شبکه را در پی داشت. ولی در فصل ۸ شمایل و صدای وی در هر قسمت پخش می‌شد که در حال سخنرانی برای مسئولان نظام ایران به تقلید از مارلون براندو در فیلم پدرخوانده بود. در آخرین دقایق از سری هشتم چهره عروسک خامنه‌ای به‌طور کامل نمایش داده شد.

## فصل‌ها
| فصل   | قسمت    | پخش |
| ----- | ------- | --- |
| اول   | ۱۰ قسمت | ۱۳۹۲ تا ۱۳۹۱ همزمان با انتخابات ریاست‌جمهوری ۱۳۹۲                                                                             |
| دوم   | ۱۷ قسمت | دی ۱۳۹۲ تا فروردین ۱۳۹۳ |
| سوم   | ۱۳ قسمت | شهریور تا آذر ۱۳۹۴ |
| چهارم | ۱۵ قسمت | ۱۳۹۵ همزمان با تصویب برجام                                                                                                   |
| پنجم  | ۱۵ قسمت | فروردین تا تیر ۱۳۹۶ همزمان با انتخابات ریاست‌جمهوری ایران (۱۳۹۶)                                                              |
| ششم   | ۱۰ قسمت | دی تا اسفند ۱۳۹۶همزمان با تظاهرات سراسری ایران (۱۳۹۶)                                                                        |
| هفتم  | ۱۳ قسمت | مهر تا اسفند ۱۳۹۷ |
| هشتم  | ۱۲ قسمت | از مهر ۱۳۹۸ تا دی ۱۳۹۸ همزمان با حواشی پیش از تبلیغات انتخابات مجلس شورای اسلامی (۱۳۹۹–۱۳۹۸) و اعتراضات سراسری ۱۳۹۸ در ایران |